# Bataille d'Al Faw
Ne doit pas être confondu avec Première bataille d'Al Faw.
Opération liberté irakienne
La bataille d'Al Faw est l'une des premières confrontations entre la Coalition et l'armée irakienne, dans le cadre de l'opération liberté irakienne lancée en 2003. L'objectif était de capturer les plateformes pétrolières de la péninsule d'Al Faw avant qu'elles ne soient sabotées ou détruites par les forces irakiennes dans le cadre de la politique de la terre brûlée de Saddam Hussein.

## Contexte historique
Le 19 mars 2003 à 21 h 37, soit quelques heures après la fin de l'ultimatum de 48 heures du président américain George W. Bush qui a demandé au président irakien Saddam Hussein ainsi qu'à ses fils Oudaï et Qoussaï de quitter l'Irak, les États-Unis lancent des missiles sur Bagdad. L'Irak réplique en envoyant, à partir de vedette rapide de fabrication soviétique, dissimulée sur le littoral, 5 missiles antinavire chinois CSSC-3 Seersucker, volant au ras des vagues dont aucun n'a pu être intercepté mais dont le système de guidage est inopérant sur un objectif terrestre, tirées sur le Koweït, qui n'ont fait ni victimes ni dégâts.
Le premier tombe toutefois près du QG de la 1re force expéditionnaire des Marines et une vingtaine de missiles balistiques Ababil-100 et Al-Samoud 2 sont interceptés pour la majorité par les missiles Patriot.
Le 20 mars, parallèlement aux bombardements aériens, les opérations terrestres débutent contre l'Irak.

## Déroulement de la bataille

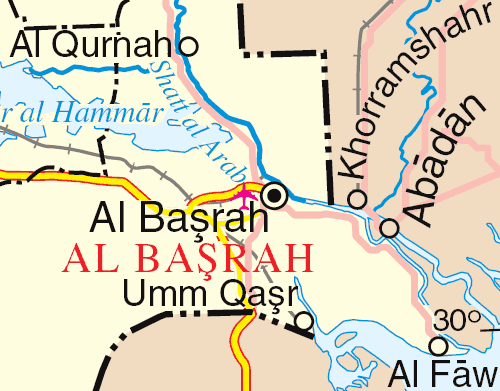
Localisation de la péninsule d'Al Faw.

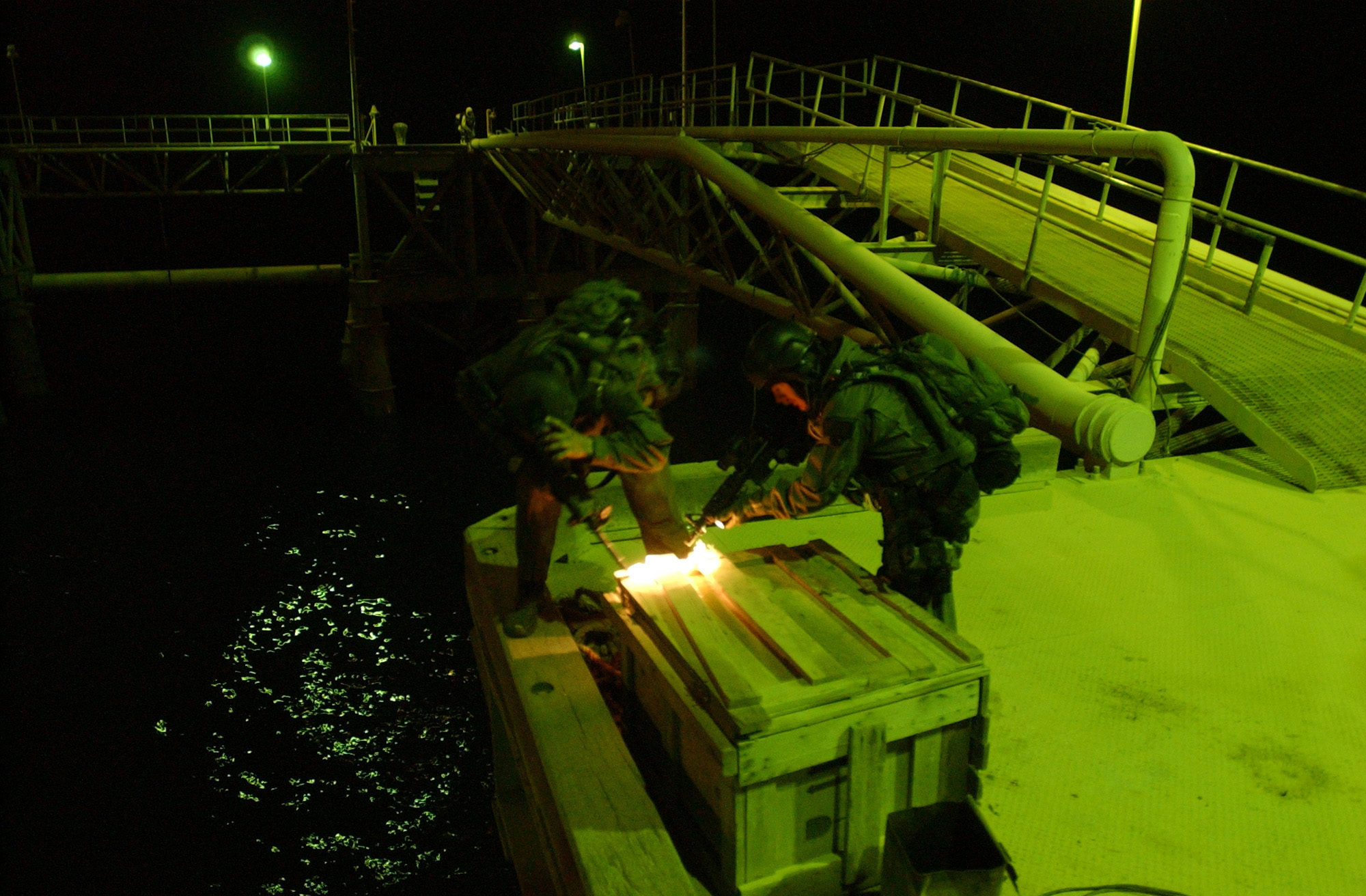
Forces spéciales américaines du Navy SEAL durant l'opération.

La bataille est déclenchée dans la nuit du 20 mars : les US Marines et Royal Marines, appuyés par un important support aérien et naval, débarquent à Al Faw à bord de SH-60 Seahawk. Ces derniers, soutenus par des AH-1 Cobra, rencontrent peu de résistance, le port ayant été la cible d'importants bombardements d'artillerie la veille. 
Les plateformes pétrolières sont rapidement sécurisées par les forces de la Coalition et 440 soldats irakiens seront capturés. Les objectifs sont déclarés accomplis dans la journée bien que le port ne soit pas encore entièrement sous contrôle.
Le 24 mars, une brigade blindée irakienne tente une contre-attaque sur Al Faw mais est rapidement repoussée par les Royal Marines, avec de lourdes pertes matérielles.
Cet échec marque la fin de tout espoir pour l'armée irakienne de tenter de reprendre le contrôle du port d'Al Faw. 
Elle permettra également aux forces britanniques de progresser sur Bassorah.